# PRB 413
PRB 413 – belgijska mina przeciwpiechotna o działaniu odłamkowym.
PRB 413 składa się z korpusu, umocowanego od spodu korpusu palika i wkręcanego od góry zapalnika. Korpus miny wykonany jest z tworzywa sztucznego. Od zewnątrz na korpus nawinięta jest wkładka odłamkowa z drutu. Drut jest nacinany i po wybuchu daje około 600 odłamków o zbliżonej masie. Cele są rażone ze 100% prawdopodobieństwem w promieniu 14 m, z dużym prawdopodobieństwem w promieniu 21 m, promień bezpieczny to 30 m. Mina ustawiana jest ręcznie. Po wkręceniu zapalnika PRB 410 i wbiciu palika w  ziemię rozciąga się odciągi (dwa do czterech), a następnie odbezpiecza poprzez wyciągnięcie zawleczki. Pociągnięcie za dowolny odciąg powoduje napięcie, a następnie zwolnienie iglicy i wybuch.